# Highland Park (Whiskybrennerei)
Die Highland Park-Brennerei ist eine Whiskybrennerei in Kirkwall auf der Orkney-Insel Mainland in Schottland, Großbritannien. Sie ist die nördlichste Whiskybrennerei Schottlands. Die Brennereigebäude sind in den schottischen Denkmallisten in die Kategorie B einsortiert.

## Geschichte
Die Geschichte der nördlichsten Brennerei Schottlands begann 1798, als Magnus Eunson's Schwarzbrennerei auf demselben Gelände, auf dem die Destillerie sich heute befindet, aktenkundig wurde. 1825 erbaute Robert Borwick die heutige Brennerei, die 1826 ihre Lizenz erhielt. Bis 1869 blieb sie im Besitz der Borwicks, danach folgten einige Besitzerwechsel. 1890 erwarb James Grant die Destillerie und ließ sie 1898 von zwei auf vier Brennblasen erweitern. Von 1918 bis 1937, wo sie von der Highland Distillers Group übernommen wurde, war die Brennerei stillgelegt. Von 1997 bis 2005 betrieben die Mitarbeiter auch die Scapa Destillerie, im Ausgleich dafür durften sie die dortigen Lagerhäuser mitbenutzen.
Im März 2006 verstarb die Destilleriekatze Barley bei einem Autounfall; das Ende einer 200 Jahre alten Tradition, denn einen Nachfolger wird es nicht geben.

## Produktion

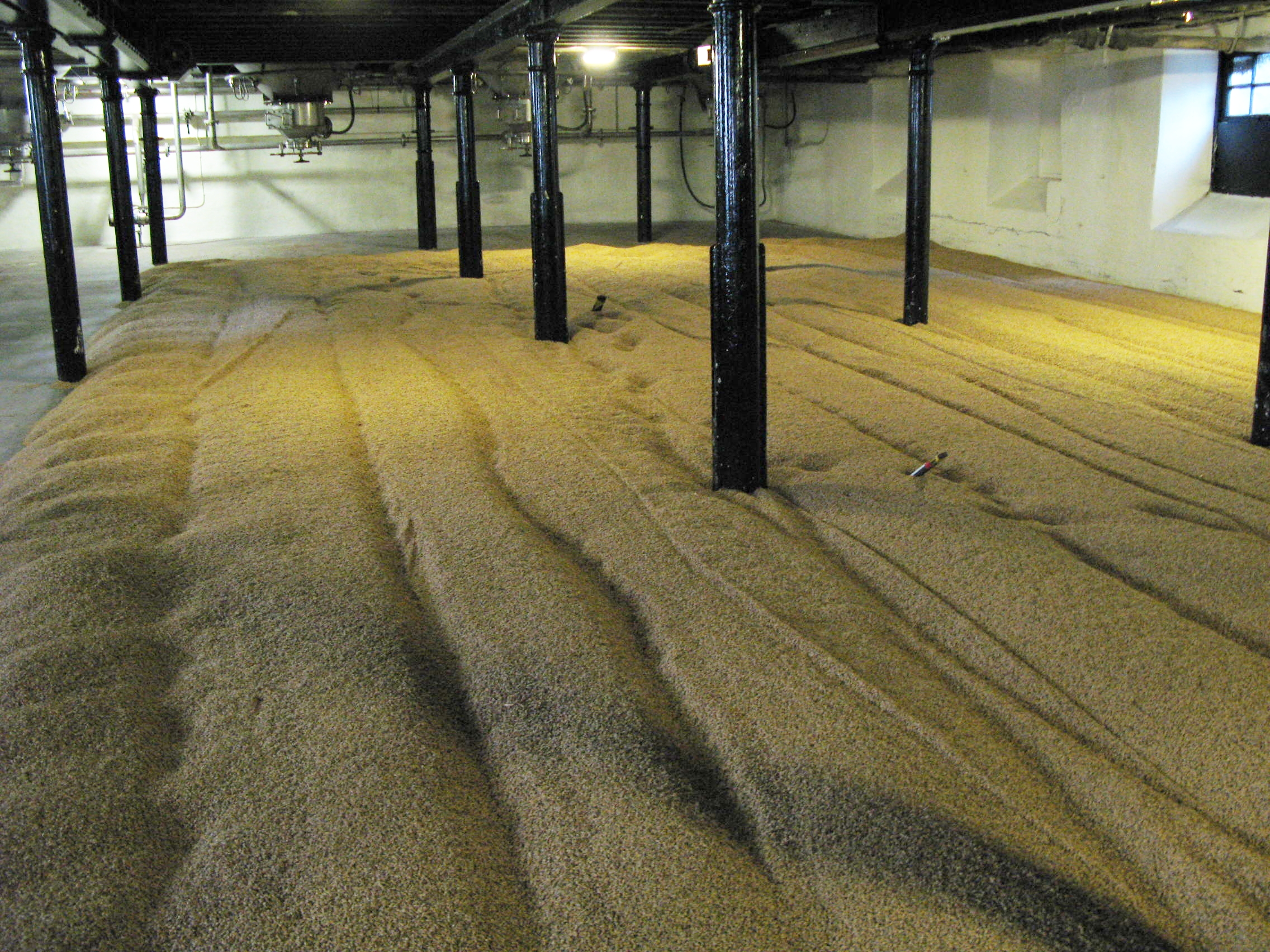
Malzboden

Das Wasser der zur Region Highlands/Islands gehörenden Brennerei stammt aus Cattie Maggie’s Quarry, einem alten Steinbruch, der von einer unterirdischen Quelle gespeist wird. Die Destillerie ist eine der wenigen, die heute noch selber in der eigenen Tennenmälzerei (floor maltings) mälzt. Gedarrt wird das Malz in den eigenen Kilns, wofür Torf aus dem nahegelegenen, mit Heidekraut überzogenen, Hobbister Moor verwendet wird. Das erzeugte Malz hat 20 ppm Phenol und wird mit zugekauftem ungetorften Malz vom Festland vermischt. Die Brennerei verfügt über einen Maischbottich (11,4 t) aus Edelstahl, zwölf Gärbottiche (je 29.200 l) aus Holz, zwei wash stills (je 14.600 l) und zwei spirit stills (je 8.500 l), die durch Dampf erhitzt werden. 2010 lagerten und reiften auf dem Gelände am Stadtrand von Kirkwall 1.800.000 Gallonen (das entspricht ca. 80.000 Hektolitern) Whisky.

## Produkte

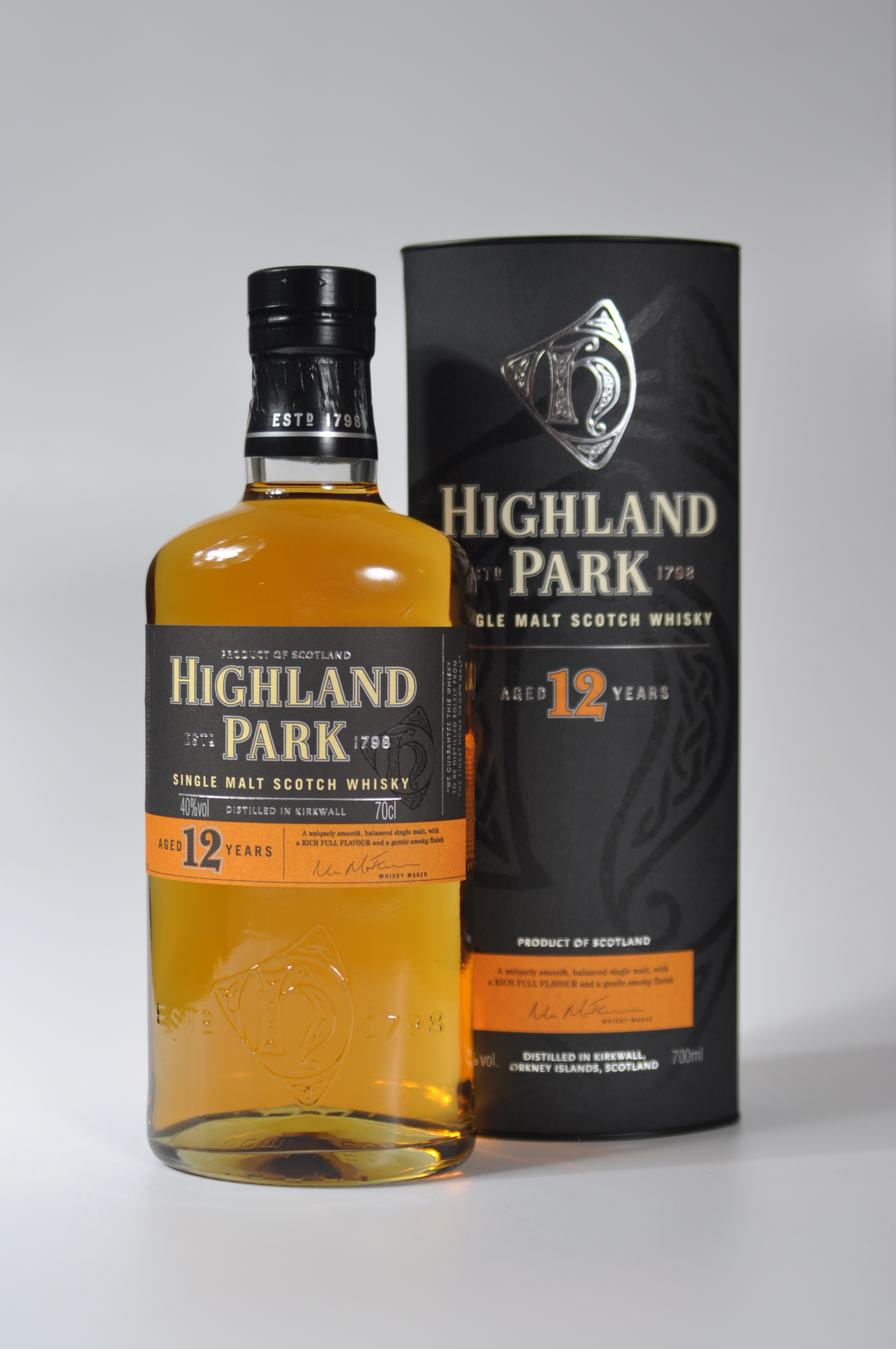
Flasche des 12-jährigen Highland Parks

Von der Destillerie gibt es eine Vielzahl von Abfüllungen, wovon der 12-jährige und der 18-jährige Maltwhisky am weitesten verbreitet sind. Alle schmecken leicht süß mit Noten von Heidekraut, Torf, Seeluft und Honig.
Der 12-jährige Highland Park Single Malt Scotch wurde 2008 mit dem BEST OF SHOW AWARD - WHISKY auf der San Francisco World Spirits Competition ausgezeichnet. Der 21-jährige Highland Park wurde bei den World Whisky Awards 2009 zum „Best Single Malt of the Year“ ausgezeichnet.
Highland-Park-Whisky wird in folgenden Standardabfüllungen angeboten: 12 Jahre, 15 Jahre, 18 Jahre, 25 Jahre, 30 Jahre und 40 Jahre. Außerdem gibt es eine Reihe von Sonderabfüllungen.
Die limitierte Orcadian Vintage Serie wurde nur in fünf Jahrgängen abgefüllt: 1964 (290 Fl.), 1968 (1550 Fl.), 1970 (1800 Fl.), 1971 (657 Fl.) und 1976 (893 Fl.). Eine weitere limitierte Serie waren die Earl Magnus Editions: Earl Magnus (5976 Fl.), Saint Magnus (11994 Fl.) und Earl Haakon (3300 Fl.). Der auf 275 Flaschen limitierte Highland Park 50 Jahre ist der älteste und mit 10.000 £ auch der teuerste Highland-Park-Whisky. Die Flaschen wurden von Maeve Gillies designt, sind handgefertigt und mit 925er Sterlingsilber beschlagen.

## Touristeninformation

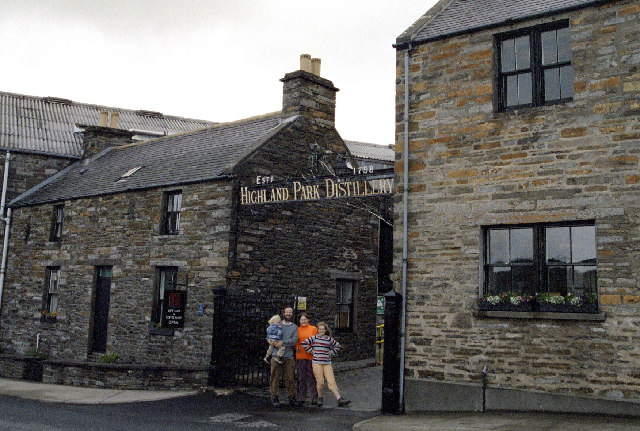
Eingang zum Highland Park

Die Brennerei gehört zu den meistbesuchten Sehenswürdigkeiten der Orkney-Inseln. Das ganze Jahr über finden werktäglich mehrere Führungen statt, in der Hauptsaison auch am Wochenende. In den Sommermonaten ist dafür eine vorherige Reservierung erforderlich. Für herausragenden Service und hervorragende touristische Infrastruktur erhielt Highland Park dafür 2009 eine Auszeichnung des Scottish Tourist Board. Mit dem Orkney Islands Council besteht eine Werbegemeinschaft, beide Partner haben sich verpflichtet, im gemeinsamen Interesse jeweils für den anderen Werbung zu machen, daher flog u. a. eine Propellermaschine der Loganair für ein Jahr komplett in der schwarz-weißen Lackierung der Brennerei.

## Soziales Engagement
The Edrington Group, der neben der Highland Park Destillerie noch weitere Destillerien gehören, steht im Besitz des Robertson Trust – einer Stiftung, die den aus den eigenen Unternehmen erzielten Gewinn dafür einsetzt sozial benachteiligte Personen zu fördern. Die Stiftung wurde 1961 von den Geschwistern Elspeth, Agnes und Ethel Robertson gegründet.